# Ouled Mansour
Ouled Mansour est une commune de la wilaya de M'Sila en Algérie.